# Liste der Kulturdenkmale in Filderstadt
In der Liste der Kulturdenkmale in Filderstadt sind unbewegliche Bau- und Kunstdenkmale aller Stadtteile von Filderstadt aufgeführt. Grundlage für diese Liste ist die vom Regierungspräsidium Stuttgart herausgegebene Liste der Bau- und Kunstdenkmale.
Diese Liste ist nicht rechtsverbindlich. Eine rechtsverbindliche Auskunft ist lediglich auf Anfrage bei der Unteren Denkmalschutzbehörde der Stadt Filderstadt erhältlich.

## Bau- und Kulturdenkmale der Stadt Filderstadt

### Bernhausen
| Bild           | Bezeichnung                                  | Lage                                | Datierung | Beschreibung              | ID |
| -------------- | -------------------------------------------- | ----------------------------------- | --------- | ------------------------- | -- |
| Weitere Bilder | ev. Pfarrkirche St. Jakobus ehem. St. Gallus | Bernhausen, Hintere Gasse 2 (Karte) | 1475      | Geschützt nach § 28 DSchG |    |

### Bonlanden
| Bild           | Bezeichnung                                  | Lage                                                             | Datierung       | Beschreibung | ID |
| -------------- | -------------------------------------------- | ---------------------------------------------------------------- | --------------- | --- | -- |
|                | abgegangene Burg des Ortsadels von Bonlanden | Bonlanden, Bereich Georgstraße (Karte)                           | 1269            | Zentral im Ort gelegener, mit Wall und Graben bewehrter quadratischer Burghügel Geschützt nach § 2 DSchG | BW |
| Weitere Bilder | Historischer Ortskern                        | Bonlanden, Bereich Georgstraße (Karte)                           | 1269            | Historischer Ortskern mit ev. Pfarrkirche St. Georg (15. Jh.), Pfarrhaus (18. Jh.), Rathaus (16. Jh.) und zahlreicher Bebauung des 17./18. Jh. Als erhaltenswerter Ortsteil nach Abs. 5 Nr. 6 Baugesetzbuch geschützt. Geschützt nach § 2 DSchG |    |
| Weitere Bilder | Georgskirche                                 | Bonlanden, Georgstraße (Karte)                                   | 15. Jahrhundert | Geschützt nach § 2 DSchG |    |
|                | ehemalige Kelter                             | Bonlanden, Südwestlich außerhalb des Ortes in einer Waldlichtung | 1718            | Geschützt nach § 2 DSchG |    |
|                | Alte Schule                                  | Bonlanden, Oberdorfstraße 10 (Karte)                             | 1769            | Die Alte Schule (auch Franzosenschule genannt) wird seit der Renovierung von 1987/88 als Bürgeramt genutzt. |    |
|                | ehemaliger Gasthof Rössle                    | Bonlanden, Oberdorfstraße 38 (Karte)                             |                 | [ 3 ] |    |

### Harthausen
| Bild | Bezeichnung     | Lage                             | Datierung | Beschreibung                                                                     | ID |
| ---- | --------------- | -------------------------------- | --------- | -------------------------------------------------------------------------------- | -- |
|      | Grabhügelgruppe | Harthausen, Flur Oberes Eichholz |           | Südlich von Bonlanden im Wald gelegene Grabhügelgruppe Geschützt nach § 12 DSchG |    |

### Plattenhardt
| Bild           | Bezeichnung                   | Lage                                                                         | Datierung     | Beschreibung | ID |
| -------------- | ----------------------------- | ---------------------------------------------------------------------------- | ------------- | --- | -- |
|                | Grabhügel und Grabhügelfeld   | Plattenhardt, Flur Weiler Hau                                                |               | Westlich des Ortes im Wald gelegene Grabhügelgruppe Geschützt nach § 12 DSchG                                                        |    |
|                | abgegangene Burg Plattenhardt | Plattenhardt, Ortsbereich zwischen Panorama-, Römer- und Kirchstraße (Karte) | 1287 zerstört | Gut erhaltener Burghügel und umlaufender Wallgraben im Ortskern Geschützt nach § 12 DSchG                                            | BW |
| Weitere Bilder | Antholianuskirche             | Plattenhardt, Kirchstraße 2 (Karte)                                          | um 1470       | Geschützt nach § 28 DSchG |    |
|                | Sühnekreuz-Gruppe             | Plattenhardt, am Ende der Mörikestraße (Karte)                               |               | Am nordöstlichen Ortsrand gelegene Gruppierung aus fünf teilweise fragmentarisch überlieferten Sühnekreuze Geschützt nach § 28 DSchG |    |
|                | Obere Kleinmichelesmühle      | Plattenhardt, Obere Kleinmichelesmühle (Karte)                               | 1709          | Geschützt nach § 2 DSchG | BW |
|                | Uhlbergturm                   | Plattenhardt, Uhlberg (Karte)                                                | 1962/63       | 25 m hoher Aussichtsturm Geschützt nach § 2 DSchG                                                                                    |    |

### Sielmingen
| Bild           | Bezeichnung                                                   | Lage                                                | Datierung                                 | Beschreibung | ID |
| -------------- | ------------------------------------------------------------- | --------------------------------------------------- | ----------------------------------------- | --- | -- |
|                | „Hahn’sches Haus“                                             | Sielmingen, Bei der Kirche 1 (Karte)                | bez. 1581                                 | Zweigeschossiger verputzter Fachwerkbau mit Vorstößen und Konsolen Geschützt nach § 2 DSchG |    |
|                | Ökonomiegebäude (Scheuer und Ställe). Bei der Kirche 1        | Sielmingen, Bei der Kirche 1 (Karte)                |                                           | Erhaltenswertes Gebäude | BW |
|                | Einhaus, Bei der Kirche 17                                    | Sielmingen, Bei der Kirche 17 (Karte)               | 17. Jahrhundert (rückseitiger Giebel)     | Erhaltenswertes Gebäude. Eingeschossiges Einhaus auf hohem Sockel in Ecklage, mit Zwerchhaus 19. Jahrhundert. |    |
|                | Wohnhaus Bei der Kirche 19                                    | Sielmingen, Bei der Kirche 19 (Karte)               | datiert 1920, abgebrochen 21. Jahrhundert | Erhaltenswertes Gebäude. Giebelständiges Wohnhaus mit Backsteinzierfassade, mit älterem Kern; einschließlich Scheune |    |
|                | „Arnold’sches Haus“ oder „Melchers Haus“                      | Sielmingen, Bei der Kirche 21 (Karte)               | 17. Jahrhundert                           | Zweigeschossiger verputzter Fachwerkbau mit Vorstoß Geschützt nach § 2 DSchG |    |
|                | Scheune Bei der Kirche 13/15                                  | Sielmingen, Bei der Kirche 13/15 (Karte)            | 16. Jahrhundert                           | Erhaltenswertes Gebäude. Scheune, Fachwerkbau, einschließlich Garten zur Georg-Schorr-Straße |    |
|                | Wohnhaus Georg-Schurr-Straße 4                                | Sielmingen, Georg-Schurr-Straße 4 (Karte)           | um 1910                                   | Erhaltenswertes Gebäude. Eingeschossiger verputzter, giebelständiger Fachwerkbau. |    |
|                | Wohnhaus mit rückseitiger Doppelscheuer Georg-Schurr-Straße 5 | Sielmingen, Georg-Schurr-Straße 5 (Karte)           | 17. Jahrhundert                           | Erhaltenswertes Gebäude. Wohnhaus, zweigeschossiger Fachwerkbau, verputzt, Vorstöße bereits reduziert, 17./18. Jahrhundert; mit rückseitiger Doppelscheuer (Nr. 3/5)                                                     |    |
|                | Wohnhaus Georg-Schurr-Straße 7                                | Sielmingen, Georg-Schurr-Straße 7 (Karte)           | um 1900                                   | Erhaltenswertes Gebäude. Zweigeschossiges, giebelständiges Wohnhaus mit Eckquaderung. |    |
|                | Wohnhaus Heuß-Straße 17                                       | Sielmingen, Heuß-Straße 17 (Karte)                  | um 1920                                   | Erhaltenswertes Gebäude. Wohnhaus mit anschließendem Ökonomieteil, stark verändert, eingeschossiger Wohnteil, verschindelt; anschließend Scheune.                                                                        |    |
|                | Hofanlage Heuß-Straße 19                                      | Sielmingen, Heuß-Straße 19 (Karte)                  | 1920                                      | Erhaltenswertes Gebäude. Hofanlage, Wohnhaus, eingeschossiger Backsteinbau; einschließlich der winkelförmig angeschlossenen Scheune. Objekt existiert nicht mehr, mit Neubau ersetzt.                                    |    |
|                | Gehöft Im Hof 1, 1/1, ½, 7/1                                  | Sielmingen, Im Hof 1, 1/1, ½, 7/1 (Karte)           | wohl Mitte 16. Jahrhundert                | Gehöft; zweigeschossiger verputzter Fachwerkbau mit Vorstößen und Knaggen, zugehörig Fachwerkscheunen. Geschützt nach § 2 DSchG                                                                                          |    |
|                | Wohnhaus Im Hof 7, 7/1                                        | Sielmingen, Im Hof 7, 7/1 (Karte)                   | wohl 1506                                 | Wohnhaus, zweigeschossiger verputzter Fachwerkbau über massivem Sockel, verputzt, zugehöriger Scheuerteil. Geschützt nach § 2 DSchG                                                                                      |    |
|                | Wohnstallhaus und Scheuer Im Hof 9                            | Sielmingen, Im Hof 9 (Karte)                        | 1920 mit älterem Kern                     | Erhaltenswertes Gebäude. Wohnstallhaus, Backsteinbau, einschließlich Scheuer. |    |
|                | Wohnhaus Möhringer Straße 3                                   | Sielmingen, Möhringer Straße 3 (Karte)              | datiert 1787 (Eckständer)                 | Erhaltenswertes Gebäude. Wohnhaus, giebelständiges Fachwerkhaus mit Krüppelwalm 18. Jahrhundert, Haustür barock mit profiliertem Gewände. Doppelscheune, rückseitig, Fachwerk mit massivem Stallgeschoss.                |    |
|                | Rathaus                                                       | Sielmingen, Rathausplatz 1 (Karte)                  | bez. 1559                                 | Zweigeschossiger verputzter Fachwerkbau mit Vorstößen und Knaggen, 1959 umgebaut. Geschützt nach § 2 DSchG |    |
|                | Wohnhaus Rathausplatz 7                                       | Sielmingen, Rathausplatz 7 (Karte)                  | 17./18. Jahrhundert                       | Erhaltenswertes Gebäude. Eingeschossiges Wohnhaus, Fachwerkbau, giebelständig mit Satteldach, modernisiert und umgebaut.                                                                                                 |    |
|                | Wohnhaus Sielminger Hauptstraße 3                             | Sielmingen, Sielminger Hauptstraße 3 (Karte)        | 18. Jahrhundert                           | Zweigeschossiger verputzter Fachwerkbau mit Vorstößen Geschützt nach § 2 DSchG |    |
|                | Wohnhaus Sielminger Hauptstraße 6                             | Sielmingen, Sielminger Hauptstraße 6 (Karte)        | im Kern 17./18. Jahrhundert               | Erhaltenswertes Gebäude. Eingeschossiges Wohnhaus mit hohem Sockel, giebelständig mit Zwerch-Querhaus, Backstein um 1900.                                                                                                |    |
| Weitere Bilder | Martinskirche                                                 | Sielmingen, Sielminger Hauptstraße 7 (Karte)        | 1489                                      | spätgotischer Bau, im 18. Jahrhundert barockisiert; Kirchhofmauer. Geschützt nach § 2 DSchG |    |
|                | Hofanlage Sielminger Hauptstraße 8                            | Sielmingen, Sielminger Hauptstraße 8 (Karte)        | 17./18. Jahrhundert                       | Erhaltenswertes Gebäude, Hofanlage, eingeschossiges Wohnhaus mit hohem Sockel, giebelständig, im Kern stark überformt; mit rückseitiger Scheuer.                                                                         |    |
|                | Altes Pfarrhaus Sielminger Hauptstraße 10                     | Sielmingen, Sielminger Hauptstraße 10 (Karte)       | 1806                                      | verputzter Massivbau mit Halbwalm, rundbogiger Kellereingang, Freitreppe und aufgedoppelten Türblättern Geschützt nach § 2 DSchG                                                                                         |    |
|                | Hofanlage Sielminger Hauptstraße 14                           | Sielmingen, Sielminger Hauptstraße 14 (Karte)       | 17./18. Jahrhundert                       | Ehemaliger Widumhof, Wohnhaus, zweigeschossiger verputzter Fachwerkbau mit massivem Erdgeschoss, zugehörig Scheune, teils Fachwerk, teils mit Ziegeln erneuert. Geschützt nach § 2 DSchG                                 |    |
|                | Wohnstallhaus Sielminger Hauptstraße 18                       | Sielmingen, Sielminger Hauptstraße 18 (Karte)       |                                           | Erhaltenswertes Gebäude. Traufständiger zweigeschossiger verputzter Fachwerkbau sowie rückseitiges Ökonomiegebäude. |    |
|                | Scheune Sielminger Hauptstraße 22                             | Sielmingen, Sielminger Hauptstraße 22 (Karte)       | 18./19. Jahrhundert                       | Erhaltenswertes Gebäude |    |
|                | Fachwerkhaus Sielminger Hauptstraße 24                        | Sielmingen, Sielminger Hauptstraße 24 (Karte)       | 1630                                      | Zweigeschossiger verputzter Fachwerkbau mit Vorstößen und Steinkonsolen, rundbogiges profiliertes Portal, aufgedoppeltes Türblatt Geschützt nach § 2 DSchG                                                               |    |
|                | Wohnhaus Sielminger Hauptstraße 26                            | Sielmingen, Sielminger Hauptstraße 26 (Karte)       | 17./18. Jahrhundert                       | Erhaltenswertes Gebäude. Zweigeschossig, verputzter Fachwerkbau, EG Werkstatt; einschließlich Scheune. |    |
|                | Wohnhaus Sielminger Hauptstraße 30/32                         | Sielmingen, Sielminger Hauptstraße 30/32 (Karte)    | 1603                                      | Erhaltenswertes Gebäude. Wohnhaus, verputzter Fachwerkbau in Ecklage, mit Vorstößen, profiliertes rundbogiges Portal. |    |
|                | Scheune Sielminger Hauptstraße 36                             | Sielmingen, Sielminger Hauptstraße 36 (Karte)       |                                           | Erhaltenswertes Gebäude. Verputzter Fachwerkbau. Objekt existiert nicht mehr, durch Neubau ersetzt. |    |
|                | Fachwerkhaus Sielminger Hauptstraße 38                        | Sielmingen, Sielminger Hauptstraße 38 (Karte)       | 18. Jahrhundert                           | Zweigeschossiger verputzter Fachwerkbau mit Vorstößen. Geschützt nach § 2 DSchG |    |
|                | Scheunen Sielminger Hauptstraße 39/41                         | Sielmingen, Sielminger Hauptstraße 39/41 (Karte)    |                                           | Erhaltenswertes Gebäude. Scheunen am Etterweg, Fachwerkbauten, den historischen Ortsrand markierend; Etterweg mit Sandsteinpfeiler der Zäune.                                                                            |    |
|                | Hofanlage Sielminger Hauptstraße 50                           | Sielmingen, Sielminger Hauptstraße 50 (Karte)       | im Kern 17./18. Jahrhundert               | Erhaltenswertes Gebäude. Hofanlage, zweigeschossiges Wohnhaus, Fachwerk mit massivem Sockelgeschoss, Stall und Kellerabgang; einschließlich rückseitiger Scheuer und Nebenhaus (Stall).                                  |    |
|                | Wohnhaus Sielminger Hauptstraße 51                            | Sielmingen, Sielminger Hauptstraße 51 (Karte)       | 18. Jahrhundert                           | Verputzter Fachwerkbau mit rundbogigem Kellerportal, Türblatt mit alten Beschlägen. Geschützt nach § 2 DSchG |    |
|                | Gehöft Sielminger Hauptstraße 55, 55/1                        | Sielmingen, Sielminger Hauptstraße 55, 55/1 (Karte) | 17. Jahrhundert                           | Zweigeschossiger verputzter Fachwerkbau mit Halbwalmdach, rundbogiger Kellereingang, zugehörig rückseitige Fachwerkscheuer. Nicht mehr existent, Grundstück neu bebaut. Geschützt nach § 2 DSchG                         | BW |
|                | Hofanlage Sielminger Hauptstraße 57                           | Sielmingen, Sielminger Hauptstraße 57 (Karte)       | 19. Jahrhundert                           | Erhaltenswertes Gebäude. Zweigeschossiges, giebelständiges Wohnhaus, Erdgeschoss Sandstein, mit Verkleidung, Satteldach mit Zwerchhaus; einschließlich rückseitiger Scheuer. Nicht mehr existent, Grundstück neu bebaut. | BW |
|                | Wohnhaus Sielminger Hauptstraße 61                            | Sielmingen, Sielminger Hauptstraße 61 (Karte)       | Vorderhaus im Kern 17./18. Jahrhundert    | Erhaltenswertes Gebäude. Zweigeschossiges Wohnhaus, giebelständig, Fachwerkbau mit 2 Vorstößen, verputzt, stark verändert.                                                                                               |    |
|                | Wohnhaus Sielminger Hauptstraße 64                            | Sielmingen, Sielminger Hauptstraße 64 (Karte)       | 17./18. Jahrhundert                       | Zweigeschossiger verputzter Fachwerkbau mit Vorstößen Geschützt nach § 2 DSchG |    |
|                | Doppelwohnhaus Sielminger Hauptstraße 66                      | Sielmingen, Sielminger Hauptstraße 66 (Karte)       | 18. Jahrhundert                           | Eingeschossiger verputzter Fachwerkbau mit Vorstößen und Konsolen Geschützt nach § 2 DSchG | BW |
|                | Scheunen Sielminger Hauptstraße 67/69                         | Sielmingen, Sielminger Hauptstraße 67/69 (Karte)    | 19. Jahrhundert                           | Erhaltenswertes Gebäude. Rückseitige Fachwerkscheunen, ehemalige Ortsrandlage. |    |
|                | Hofanlage Sielminger Hauptstraße 68                           | Sielmingen, Sielminger Hauptstraße 68 (Karte)       | um 1900                                   | Erhaltenswertes Gebäude. Zweigeschossiges Wohnhaus, Fachwerkbau. |    |
|                | Fachwerkscheune Sielminger Hauptstraße 76                     | Sielmingen, Sielminger Hauptstraße 76 (Karte)       |                                           | Erhaltenswertes Gebäude | BW |
|                | Hofanlage Sielminger Hauptstraße 83                           | Sielmingen, Sielminger Hauptstraße 83               | 17. Jahrhundert                           | Erhaltenswertes Gebäude. Zweigeschossiges, verkleidetes, giebelständiges Wohnhaus mit Satteldach, wohl Fachwerkbau auf massivem Erdgeschoss; einschließlich rückseitiger jüngerer Scheuer.                               |    |
|                | Gusseiserne Pumpe                                             | Sielmingen, Sielminger Hauptstraße 104 (Karte)      | 19. Jahrhundert                           | Geschützt nach § 2 DSchG | BW |